# Milano-Torino 1938
La Milano-Torino 1938, ventiseiesima edizione della corsa, si svolse il 6 marzo 1938 su un percorso di 258 km con partenza da Milano e arrivo a Torino. Valida come prima prova del Trofeo dell'Impero, fu vinta dall'italiano Pierino Favalli, che completò il percorso in 7h24'00", precedendo i connazionali Giuseppe Olmo e Fausto Montesi. Completarono la corsa, riservata a ciclisti di prima e seconda categoria (professionisti e indipendenti), 39 dei 135 partenti.

## Percorso
Organizzata dalla torinese A.S. Paracchi, la corsa prese il via dal Poligono di Boldinasco e attraversò nell'ordine Rho (km 10), Legnano, Castellanza (km 25), Gallarate, Sesto Calende, Arona (km 61), Oleggio Castello, Borgomanero (km 73), Romagnano Sesia, Gattinara, Cossato, Biella (km 116) e Mongrando. Superata la Serra di Ivrea, proseguì con transito da Ivrea (km 145), Strambino, Candia Canavese, Caluso e Chivasso (km 178); da qui, sulle colline del Po, si affrontarono le principali asperità della gara: le tre brevi salite verso Brozolo, Tuffo e Cocconato, lo strappo di Moriondo Torinese e la salita alla Rezza. Al termine dell'ultima discesa si giunse, via Castiglione Torinese e San Mauro Torinese, al traguardo del Motovelodromo di Corso Casale.

## Ordine d'arrivo (Top 10)
| Pos. | Corridore         | Squadra          | Tempo    |
| ---- | ----------------- | ---------------- | -------- |
| 1    | Pierino Favalli   | Legnano          | 7h24'00" |
| 2    | Giuseppe Olmo     | Bianchi          | s.t.     |
| 3    | Fausto Montesi    | Ganna            | s.t.     |
| 4    | Tolmino Gios      | S.C. Vigor       | s.t.     |
| 5    | Michele Fassino   | S.C. Vigor       | s.t.     |
| 6    | Aimone Landi      | Lygie            | s.t.     |
| 7    | Salvatore Crippa  | U.S. Azzini      | s.t.     |
| 8    | Enrico Mollo      | Fréjus           | s.t.     |
| 9    | Vasco Bergamaschi | Bianchi          | s.t.     |
| 10   | Alfredo Bovet     | U.S. Castellanz. | a 20"    |